# Gianni Fantoni
Gianni Fantoni (Ferrara, 20 giugno 1967) è un conduttore televisivo, conduttore radiofonico e imitatore italiano.

## Biografia
Diplomatosi ragioniere, lavora per qualche anno nel campo dell'informatica, occupandosi di programmazione, formazione e vendita: questa è rimasta una grande passione, confermata dal fatto che cura in maniera diretta e con competenza il contenuto del proprio sito Internet. Inizia i primi spettacoli di cabaret già a 15 anni, in giro per le Feste dell'Unità della provincia ferrarese, proponendo imitazioni vocali e cantate, intervallandole con battute surreali frutto di una passione per il repertorio di Enzo Jannacci, Cochi e Renato e Renzo Arbore.

### Televisione
Dopo una prima apparizione come concorrente imitatore di Paolo Villaggio a Stasera mi butto, programma di Rai 2 del 1990 condotto da Gigi Sabani - finisce al Maurizio Costanzo Show su Canale 5 nella primavera del 1991, distinguendosi per la vena surreale della propria comicità: l'imitazione degli oggetti basata perlopiù sull'uso di efficaci smorfie facciali.
Nell'estate del 1991 sarà la trasmissione Tigì delle Vacanze, una striscia serale di Canale 5 condotta dal trio comico napoletano I Trettré, a dargli la grande popolarità: ospite fisso in tutte le 90 puntate, ogni sera propone le proprie performance in un siparietto della durata di soli 30 secondi, che saranno sufficienti a far divertire il pubblico e guadagnarsi la fiducia di Antonio Ricci, che gli offrirà la conduzione di Striscia la notizia in coppia con Claudio Bisio già l'anno dopo, nel giugno del 1992.
Nell'estate del 1992 ha condotto con Moana Pozzi lo show di seconda serata Magico David. Nel 1994 ha partecipato al varietà del sabato sera di Canale 5 Avanti un altro. Numerose le sue partecipazioni come comico, tra le più riuscite l'imitazione del cantante Zucchero Fornaciari nei programmi Ciro e Super Ciro per Italia Uno nel 1999 e nel 2004. Nel 2007 è tra gli autori e protagonisti delle candid camera di Balls of Steel, programma di Rai 2 condotto da Marco Mazzocchi e Maddalena Corvaglia.
Nel febbraio del 2010 torna in televisione come monologhista a Zelig, su Canale 5, proponendo al grande pubblico brani scelti dal suo storico repertorio cabarettistico. Il 12 dicembre 2011 dà l'avvio, in diretta, assieme a Red Ronnie al nuovo canale televisivo web Roxy Bar TV. 100.000 utenti unici si sono collegati alla piattaforma Streamit per seguirlo. Dal 2 gennaio 2012 sullo stesso canale conduce un nuovo programma, In diretta mondiale, chiamato Giù-Bocs, un contenitore con ospiti familiari al pubblico televisivo, collegati via Skype da casa loro. Nel 2016 recita in un episodio (Il segreto di Paolo) della decima stagione di Un medico in famiglia dove interpreta l'idraulico Leone.

### Radio
Sempre dosato nelle sue apparizioni televisive, ottiene notevoli consensi anche come voce radiofonica: saranno oltre 200 le puntate da lui condotte e scritte de "I Fantoni Animati" tra il 2001 e il 2003 per Radio Due: una mezz'ora di vari personaggi tutti interpretati da lui stesso alternati freneticamente con intonazioni e caratteri, il tutto in diretta. Qui nasce forse una delle invenzioni più riuscite: il Gioco deficiente, nel quale all'ascoltatore che chiama in diretta viene proposto sul momento un personaggio da interpretare dai tratti surreali, con cui interagire con il comico ferrarese.
Come monologhista per cabaret si è sempre distinto per la sottile ironia delle battute, a volte fin troppo colte, in cui spesso si coglie la passione per l'alta tecnologia. Nell'estate 2007 ha inaugurato, sempre per Radio2, il programma intitolato A piedi nudi, condotto in coppia con Elena Pandolfi, a cui in agosto è subentrata Federica Cifola, che resterà anche nelle edizioni successive.
Nell'estate 2009, il format di A piedi nudi diventa A piedi news, con particolare attenzione e commento alle notizie del giorno, con raffiche di battute e imitazioni all'impronta del poliedrico Fantoni: tra le altre, oltre alle "classiche" di Roberto Vacca, Piergiorgio Odifreddi e Antonio Di Pietro, debuttano e risultano particolarmente efficaci quelle di Pier Luigi Bersani e Roberto Castelli, un'anteprima assoluta. Particolarmente seguito, il programma ha sempre avuto come autori gli stessi conduttori, coadiuvati da Marco Terenzi.
Il 14 marzo 2016 inaugura Radio Zelig, emittente web diretta emanazione della fortunata trasmissione televisiva di Canale 5, con il programma di varietà comico "Qui una volta era tutta campagna", in coppia con Chiara Rivoli.

### Cinema e scrittura
Come attore di cinema è stato diretto, tra gli altri, da Lucio Pellegrini in E allora mambo! e da Pupi Avati in Ma quando arrivano le ragazze? e in Gli amici del bar Margherita. Ha recitato anche in un cameo in Fantozzi 2000, come operatore dell'agenzia di viaggi cui Ugo e Pina si rivolgono per organizzare il capodanno. Si è proposto anche come scrittore umoristico. Per Zelig Editore ha pubblicato Breve, ma utile, guida alla pigrizia (1995), Breve, ma utile, guida a Tokyo (2004), Novella Duecentomila (2006), Quel deficiente del mio padrone (2009); per i tipi di Baldini & Castoldi Dalai Editore La casa dalle finestre che spifferano (2010).
Nel 2012 realizza autonomamente Anche Gianni Fantoni nel suo piccolo s'incazza, una raccolta delle battute e dei cambiamenti d'umore pubblicati quotidianamente sui propri profili di Facebook e Twitter. Nel 2014 faranno seguito Anche Gianni Fantoni nel suo piccolo s'incazza - volume secondo, la riedizione in solo formato elettronico di Quel deficiente del mio padrone e Le (ben poco) mirabolanti avventure di Ciccio, una raccolta di racconti apparsi sul mensile linus e sul settimanale Il Ruvido.

### Musica
Ha partecipato al disco Il bello d'esser brutti di J-Ax, pubblicato nel 2015. Fantoni, assieme a Tatiana Berrinzaghi, interviene nel brano numero 6, Sono di moda, anche se nel libretto viene erroneamente riportato essere nella traccia 4, Sopra la media, in cui imita vocalmente Fantozzi.

### Teatro
Le sue più significative esperienze teatrali iniziano nel 1999 con Tutto Shakespeare minuto per minuto di e con Daniele Formica. Dal 2006 collabora con Massimo Navone che lo dirigerà in Non siamo mica gli americani e, nel 2009, in John Belushi l'ultima notte. Nel dicembre del 2011 partecipa alla versione italiana de Il vizietto e nel 2012 è nel cast di The Full Monty, entrambi per la regia di Massimo Romeo Piparo. Nel 2013 e 2014 è in tournée con Le Sorelle Marinetti in Risate sotto le bombe, di cui è coautore assieme a Giorgio Umberto Bozzo.
Il 30 gennaio 2024 ha debuttato come protagonista e coautore della versione teatrale di Fantozzi ("Fantozzi. Una tragedia") per la regia di Davide Livermore, una produzione del Teatro Nazionale di Genova.

## Filmografia

### Cinema
- Cuba libre - Velocipedi ai tropici, regia di David Riondino (1997)
- Dolce far niente, regia di Nae Caranfil (1998)
- Fantozzi 2000 - La clonazione, regia di Domenico Saverni (1999)
- E allora mambo!, regia di Lucio Pellegrini (1999)
- La grande prugna, regia di Claudio Malaponti (1999)
- Operazione Rosmarino, regia di Alessandra Populin (2002)
- Ma quando arrivano le ragazze?, regia di Pupi Avati (2005)
- Monkey Boy, regia di Antonio Monti (2009)
- Gli amici del bar Margherita, regia di Pupi Avati (2009)
- Box Office 3D - Il film dei film, regia di Ezio Greggio (2011)
- Riso, amore e fantasia, regia di Ettore Pasculli (2016)
- Volevo nascondermi, regia di Giorgio Diritti (2020)
- D.N.A. - Decisamente non adatti, regia di Lillo & Greg (2020)
- Vecchie canaglie, regia di Chiara Sani (2022)
- Tramite amicizia, regia di Alessandro Siani (2023)

### Televisione
- Ciro, il figlio di Target – programma televisivo (1999)
- Don Luca 2 – serie TV (2002)
- O la va, o la spacca – serie TV (2004)
- Super Ciro – programma televisivo (2004)
- Il mio amico Babbo Natale 2, regia di Lucio Gaudino – film TV (2006)
- Sputnik – programma televisivo (2007)
- 7 vite – serie TV (2009)
- Non smettere di sognare, regia di Roberto Burchielli – film TV (2009)
- Un medico in famiglia 10, – serie TV, episodio 10x12 (2016)
- L'ispettore Coliandro 6 – serie TV, episodio 6x06 (2017)
- Com'è umano lui!, regia di Luca Manfredi – film TV (2024)

## Opere
- Breve, ma utile, guida a Tokyo, collana Hellzapoppin, Zelig, 2004, ISBN 88-88809-27-9.
- Novella duecentomila: Cento pettegolezzi vip rigorosamente inventati, Zelig, 2006, ISBN 88-6018-147-X.
- La casa dalle finestre che spifferano. La conquista tragicomica delle quattro mura, collana Le boe, Milano, Dalai Editore, 2010, ISBN 978-88-6073-835-6.
- Marisa Brambilla e Gianni Fantoni, Gli anni della ricostruzione. Il contributo dei liberali fiorentini alla vita politica e amministrativa del dopoguerra, Firenze, Agemina Edizioni, 2011, ISBN 978-88-95555-40-9.
- Anche Gianni Fantoni nel suo piccolo s'incazza, 2012, ISBN 978-88-906943-2-5.
- Anche Gianni Fantoni nel suo piccolo s'incazza Anno Secondo, 2014, ISBN 978-88-906943-5-6.
- Quel deficiente del mio padrone - Diario segreto del cane di Gianni Fantoni, 2014, ISBN 978-88-906943-8-7.
- Le (ben poco) mirabolanti avventure di Ciccio, 2014, ISBN 978-88-906943-0-1.
- La casa dalle finestre che spifferano, 2015, ISBN 978-88-906943-3-2.
- Marisa Brambilla e Gianni Fantoni, Firenze e oltre. I liberali fiorentini negli anni Settanta, Tagete, 2016, ISBN 978-88-6529-135-1.
- Moreno Burattini, Mi ritiro per delirare. Dalla A di aforismi alla Z di Zagor, prefazione di Gianni Fantoni, La Spezia, Cut-Up Publishing, 2021, ISBN 978-88-32218-20-6.
- Gianni Fantoni, Operazione Fantozzi, collana Dietro le quinte, Elisabetta Villaggio e Fabio Frizzi, Vimercate, Sagoma Editore, 2023, ISBN 978-88-6506-165-7.